# Folies de Broadway
Pour plus de détails, voir Fiche technique et Distribution.
Folies de Broadway (Meet Me After the Show) est un film américain en technicolor réalisé par Richard Sale, sorti en 1951.

## Synopsis
La star du spectacle de Broadway, Delilah Lee, soupçonne son mari Jeff Ames d'avoir une liaison...

## Fiche technique
- Titre : Folies de Broadway
- Titre original : Meet Me After the Show
- Réalisation : Richard Sale
- Scénario : Richard Sale et Mary Loos
- Photographie : Arthur E. Arling
- Musique : Ken Darby, Jule Styne, Leo Robin
- Montage : J. Watson Webb Jr.
- Production : George Jessel
- Société de production et de distribution : Twentieth Century Fox
- Format : couleur (technicolor) - 1,37:1 - Mono (Western Electric Recording)
- Pays d'origine : États-Unis
- Genre : comédie musicale
- Durée : 87 minutes
- Dates de sortie :
  -  États-Unis : 15 août 1951 (New York City, New York)
  -  France : 26 décembre 1952

## Distribution
- Betty Grable : Delilah Lee
- Macdonald Carey : Jeff Ames
- Rory Calhoun : David Hemingway
- Eddie Albert : Chris Leeds
- Fred Clark : Timothy 'Tim' Wayne
- Lois Andrews : Gloria Carstairs
- Irene Ryan : Tillie